# Квадратни корен из 3
Квадратни корен из 3 је позитиван реалан број који, када се множи са собом, даје број 3 . Тачније се назива главни квадратни корен из 3, да би се разликовао од негативног броја са истим својством. Означен је са √3 . 
Квадратни корен из 3 је ирационалан број . Познат је и као Теодорова константа, названа по Теодору из Цирене, који је доказао његову ирационалност. 
Првих шездесет цифара његовог децималног проширења су: 
1.73205080756887729352744634150587236694280525381038062805580… (секвенца A002194 у )
Од децембра 2013. године, њена бројчана вредност у децималним бројевима израчуната је на најмање десет милијарди цифара. 
Разломак   97/56 (1,732142857 ...) за квадратни корен од три се може користити као приближна вредност. Упркос томе што има именилац од само 56, разликује се од правилне вредности за мање од 1/10,000 (приближно 9,2×10−5). Заокружена вредност од 1.732 је тачна до 0,01% од стварне вредности. 
Архимед пријавио (1351/780)2
 > 3 > (265/153)2
,  тачно до 1/608400 (шест децималних места) и 2/23409 (четири децимале). 
Може се изразити као верижни разломак [1; 1, 2, 1, 2, 1, 2, 1, …] (низ А040001 у Енциклопедија низова целих бројева на мрежи), проширен са десне стране. Тако да је тачно рећи: 
{\displaystyle {\begin{bmatrix}1&2\\1&3\end{bmatrix}}^{n}={\begin{bmatrix}a_{11}&a_{12}\\a_{21}&a_{22}\end{bmatrix}}}
онда када {\displaystyle n\to \infty }  : 
{\displaystyle {\sqrt {3}}=2\cdot {\frac {a_{22}}{a_{12}}}-1}
Може се изразити преко генерализованог верижног разломака као што су 
{\displaystyle [2;-4,-4,-4,...]=2-{\cfrac {1}{4-{\cfrac {1}{4-{\cfrac {1}{4-\ddots }}}}}}}
што је [1; 1, 2, 1, 2, 1, 2, 1, …] оцењено на сваком другом термину. 
Следећи угнеждени низ квадратних израза конвергирају ка √3 : 
{\displaystyle \!\ {\sqrt {3}}=2-2\left({\frac {1}{2}}-\left({\frac {1}{2}}-\left({\frac {1}{2}}-\left({\frac {1}{2}}-\dots \right)^{2}\right)^{2}\right)^{2}\right)^{2}={\frac {7}{4}}-4\left({\frac {1}{16}}+\left({\frac {1}{16}}+\left({\frac {1}{16}}+\left({\frac {1}{16}}+\dots \right)^{2}\right)^{2}\right)^{2}\right)^{2}.}

## Доказ ирационалности
Овај доказ ирационалност за √3 користи Пјер де Фермаову методу бесконачног порекла :
Претпоставимо да је √3 рационалан и изразите га на најнижи могући начин (тј. као потпуно смањени разломак ) као m/n за природне бројеве m и n . 
Стога ће множење са 1 дати једнак израз: 
{\displaystyle {\frac {m({\sqrt {3}}-q)}{n({\sqrt {3}}-q)}}}
где је q највећи цели број мањи од √3 . Имајте на уму да су и бројилац и именилац помножени са бројем мањим од 1. 
Помоћу овога и множењем и бројиоца и именилаца добијамо: 
{\displaystyle {\frac {m{\sqrt {3}}-mq}{n{\sqrt {3}}-nq}}}
Слиједи да се m може замијенити са √3n : 
{\displaystyle {\frac {n{\sqrt {3}}^{2}-mq}{n{\sqrt {3}}-nq}}}
Затим се √3 такође може заменити са m/n у називнику: 
{\displaystyle {\frac {n{\sqrt {3}}^{2}-mq}{n{\frac {m}{n}}-nq}}}
Квадрат √3 се може заменити са 3. Како се m/n множи са n, њихов производ једнак је m : 
{\displaystyle {\frac {3n-mq}{m-nq}}}
Тада се √3 може изразити нижим изразима од m/n (пошто је први корак смањио величине од бројиоца и имениоца, а следећи кораци их нису променили) као 3n − mq/m − nq, што је супротност хипотези да је m/n најнижи. 
Алтернативни доказ за то је претпоставка да је √3 = m/n са m/n потпуно смањени разломак : 
Множењем са n обе стране, а затим квадрирањем даје 
{\displaystyle 3n^{2}=m^{2}.}
Пошто је лева страна дељива са 3, тако је и десна страна, захтевајући да m буде дељив са 3. Тада се m може изразити као 3k : 
{\displaystyle 3n^{2}=(3k)^{2}=9k^{2}}
Стога, дељење обе стране са 3 даје: 
{\displaystyle n^{2}=3k^{2}}
Како је десна страна дељива са 3, тако је и лева страна, па је и n . Дакле, како су и n и m дељиви са 3, они имају заједнички делилац и m/n није потпуно смањени разломак, супротстављена изворној премиси. 

## Геометрија и тригонометрија
Квадратни корен од 3 се може наћи као дужина хипотенузе једнакостраничног троугла који обухвата круг пречника 1. 
Ако је једнакостранични троугао са странама дужине 1 подељен на два једнака дела, дељењем унутрашњег угла како би направили прав угао са једном страном, прав угла троуглове хипотенузе је дужина један и стране су дужине 1/2 и √3/2. Из овога је тригонометријска функција тангенте од 60° једнака √3 и синус од 60° и косинус 30° и једнаке √3/2. 
Квадратни корен од 3 се такође појављује у алгебарским изразима за разне друге тригонометријске константе, укључујући  синус од 3°, 12°, 15°, 21°, 24°, 33°, 39°, 48°, 51°, 57°, 66°, 69°, 75°, 78°, 84°, и 87°. 
То је растојање између паралелних страна правилног шестоугла са страницама дужине 1. На комплексној равни, то растојање се изражава као i√3 поменуто у наставку. 
То је дужина дијагонале јединичне коцке . 
Весица писцис има однос главне осе до мање осе једнак 1: √3, што се може показати конструкцијом два једнакостранична троугла у себи. 

### Квадратни корен од −3
Множењем √3 помоћу имагинарне јединице даје квадратни корен -3, који је имагинарни број . Тачније, 
{\displaystyle {\sqrt {-3}}=\pm {\sqrt {3}}i}
(види квадратни корен негативних бројева). То је Ајзенштајнов цео број. Наиме, изражава се као разлика два нереална кубна корена од 1 (који су Ајзенштајнови цели бројеви). 

## Друге намене

### Енергетика
У електроенергетици, напон између две фазе у трофазном систему је једнака √3 пута линији неутралног напона. То је зато што било које два фазе су 120° размакнуте, и две тачке на кругу од 120 степени су раздвојене √3 пута полупречника (види примере геометрије горе). 